# Abdullah bin Abdul Kadir Munshi
Abdullah bin Abdul Kadir Munshi (Malaca, Malàisia, 1796 -Jiddah, Aràbia Saudita, 1854) fou un escriptor malaisi d'ascendència hindú. Ardent crític de la política de Kerajaan, Abdullah Munshi va seguir els passos del seu pare i es va fer traductor i professor de les colònies oficials en l'arxipèlag malai, sobretot en les britàniques i les holandeses. Munshi, significa mestre i traductor.
Abdullah Munshi argumentava que el sistema de Kerajaan era perjudicial per al ciutadà malaisi i impedia el progrés de la nació. A cada rajà malaisi el prenia per un home egoista que tractava a les persones més com a animals que com a éssers humans, ja que, entre altres coses, no es permetia l'educació del poble i així s'aconseguia que no tingués iniciativa a l'hora de qüestionar a la justícia o intentar millorar la seva situació.
Encara que en certa manera exagerava, les seves argumentacions no mancaven de base. Les seves obres més importants foren el Hikayat Abdullah (una autobiografia), Kisah Pelayaran Abdullah ke Kelantan (un relat del seu viatge pel Kelantan), i Kisah Pelayaran Abdullah ke Mekah (una narració del seu pelegrinatge a la Meca el 1854). La seva obra fou una inspiració per les futures generacions d'escriptors i marca l'inici de la transició entre la literatura clàssica malaia i la moderna.